# عين داره
عين داره هي قرية لبنانية من قرى قضاء عاليه في محافظة جبل لبنان. كانت عين داره في الأصل قرية درزيَّة، لكن حالياً عين داره هي قرية درزية ومسيحية مختلطة، وذات أغلبية مسيحية، وفقًا للناخبين المسجلين حديثًا.
تقع عين داره في قضاء عاليه أحد أقضية محافظة جبل لبنان تبعد 32 كلم (19.8848 مي) عن بيروت عاصمة لبنان. ترتفع 1250 م (4101.25 قدم - 1367 يارد) عن سطح البحر وتمتد على مساحة 2586 هكتاراً (25.86 كلم²- 9.98196 مي²).